# Union Internationale des Architectes
Die Union Internationale des Architectes (französisch für Internationale Vereinigung der Architekten, abgekürzt UIA) ist ein weltweit organisierter Architektenverband mit Sitz in Paris.

## Überblick
Die UIA wurde am 28. Juni 1948 in Lausanne gegründet und zählte bei ihrer Gründung 27 Mitgliedsdelegationen. 2013 repräsentierte sie mehr als 1 Million Architekten aus 124 Ländern. Die UIA ist von den meisten Sonderorganisationen der Vereinten Nationen, darunter UNESCO, HABITAT, ECOSOC und UNIDO sowie der WHO und der WTO als einzige Vereinigung in ihrem Fachgebiet anerkannt. Mit diesen und anderen Organisationen, die mit der UNESCO kooperieren, wie dem ICOMOS (Internationaler Rat für Denkmalpflege), besteht über die UIA-Arbeitsprogramme und -kommissionen eine kontinuierliche Zusammenarbeit.
Zur weltweiten Förderung der Architektur und des Berufsstandes setzt die UIA ihre Schwerpunkte auf die architekturfachliche Bildung, Professionalität und die Ausrichtung internationaler Wettbewerbe sowie auf die Vergabe von Auszeichnungen.

## Aufbau und Struktur
Die UIA besteht aus der Generalversammlung, dem Vorstand und Rat, dem Präsidium und Generalsekretariat. Arbeitsprogramme und -kommissionen für den regelmäßigen Erfahrungs- und Meinungsaustausch dienen der Verbesserung der internationalen Zusammenarbeit. Die Ergebnisse der Sitzungen werden in den Publikationen der UIA veröffentlicht. Die Mitglieder der Arbeitsprogramme werden von den nationalen Sektionen delegiert. Eine große Anzahl der Arbeitsprogramme arbeitet weltweit, während einige nur auf eine Region begrenzt sind, oder aufgrund ihrer spezifischen Bedeutung in mehreren Regionen eigenständig tätig sind.

## Präsidenten
Die Präsidenten des UIA waren und sind:
- 1993–1996: Jaime Duró Pifarré, Spanien
- 1996–1999: Sara Topelson, Mexiko[5]
- 1999–2002: Vassilis Sgoutas, Griechenland
- 2002–2005: Jaime Lerner, Brasilien
- 2005–2008: Gaëtan Siew, Mauritius
- 2008–2011: Louise Cox, Australien
- 2011–2014: Albert Dubler, Frankreich
- 2014–2017: Esa Mohamed, Malaysia
- 2017–2020: Thomas Vonier, USA
- 2020–2023: José-Luis Cortés, Mexiko
- 2023–2026: Regine Gonthier, Schweiz[6]

## Kongresse
Die UIA veranstaltet in dreijährlichem Turnus Architektur-Weltkongresse durch jeweils eine ihrer Mitgliedsorganisationen. Zusammen mit den Kongressen werden die Generalversammlungen abgehalten auf der Präsident, Vizepräsidenten und Ratsmitglieder sowie der Generalsekretär gewählt werden.
Die bisherigen Weltkongresse waren:
| Nr. | Jahr | Ort                              | Thema                                                                        |
| --- | ---- | -------------------------------- | ---------------------------------------------------------------------------- |
| 1.  | 1948 | Schweiz, Lausanne                | Architektur vor neuen Aufgaben                                               |
| 2.  | 1951 | Marokko, Rabat                   | Wie Architektur mit ihren neuen Aufgaben umgeht                              |
| 3.  | 1953 | Portugal, Lissabon               | Architektur am Scheideweg                                                    |
| 4.  | 1955 | Niederlande, Den Haag            | Architektur und die Evolutions des Bauens                                    |
| 5.  | 1958 | Sowjetunion, Moskau              | Konstruktion and Rekonstruktion                                              |
| 6.  | 1961 | Vereinigtes Königreich, London   | Neue Techniken und neue Materialien                                          |
| 7.  | 1963 | Kuba, Havanna                    | Architektur in unterentwickelten Ländern                                     |
| 8.  | 1965 | Frankreich, Paris                | Die praktische Ausbildung der Architekten                                    |
| 9.  | 1967 | Tschechoslowakei, Prag           | Architektur und menschliches Milieu                                          |
| 10. | 1969 | Argentinien, Buenos Aires        | Architektur als Sozialfaktor                                                 |
| 11. | 1972 | Bulgarien, Varna                 | Architektur und Freizeit                                                     |
| 12. | 1975 | Spanien, Madrid                  | Kreativität und Technologie                                                  |
| 13. | 1978 | Mexiko, Mexiko-Stadt             | Architektur and nationale Entwicklung                                        |
| 14. | 1981 | Polen, Warschau                  | Architektur, Mensch, Umwelt                                                  |
| 15. | 1985 | Ägypten, Kairo                   | Heutige und zukünftige Mission des Architekten                               |
| 16. | 1987 | Vereinigtes Königreich, Brighton | Obdach und Städte – Bauen der Welt von Morgen                                |
| 17. | 1990 | Kanada, Montreal                 | Kulturen und Technologien                                                    |
| 18. | 1993 | Vereinigte Staaten, Chicago      | Architektur am Scheideweg – Entwerfen für eine nachhaltige Zukunft           |
| 19. | 1996 | Spanien, Barcelona               | Gegenwart und Zukunft. Architektur in Städten                                |
| 20. | 1999 | Volksrepublik China, Peking      | Architektur für das 21. Jahrhundert                                          |
| 21. | 2002 | Deutschland, Berlin              | Ressource Architektur                                                        |
| 22. | 2005 | Türkei, Istanbul                 | Der Große Bazar der Architekturen                                            |
| 23. | 2008 | Italien, Turin                   | Architekturvermittlung                                                       |
| 24. | 2011 | Japan, Tokio                     | DESIGN 2050 Jenseits von Katastrophen, durch Solidarität, zur Nachhaltigkeit |
| 25. | 2014 | Südafrika, Durban                | Architektur anderswo                                                         |
| 26. | 2017 | Südkorea, Seoul                  | Seele der Stadt                                                              |
| 27. | 2021 | Brasilien, Rio de Janeiro        | Alle Welten. Nur eine Welt. Architektur 21.                                  |
| 28. | 2023 | Dänemark, Kopenhagen             | Nachhaltige Zukunft – niemanden zurücklassen                                 |
| 29. | 2026 | Spanien, Barcelona               | Die Stadt – Eine heute, eine morgen                                          |
| 30. | 2029 | Volksrepublik China, Peking      | Zurück zum Gleichgewicht – Architektur für ein besseres Leben für alle       |

## UIA-Auszeichnungen
Folgende Auszeichnungen werden von der UIA in dreijährlichem Turnus vergeben:
- „Auguste-Perret-Preis“ für architekturbezogene Technologien
- „Sir-Patrick-Abercrombie-Preis“ für Stadtplanung oder territoriale Entwicklung
- „Jean-Tschumi-Preis“ für Architekturkritik oder -bildung
- „Sir-Robert-Matthew-Preis“ für Qualitätsverbesserung menschlichen Wohnraumes
- "Vassilis Sgoutas Preis" für Realisierte Architektur im Dienste der verarmter Menschen
- „Golden Cubes Awards“ (seit 2011) in den vier Kategorien audiovisuelle Medien, Printmedien, Schulen und Institutionen[8]

### UIA-Goldmedaille
Seit 1984 verleiht die Organisation auch die UIA-Goldmedaille, um einen Architekten (oder eine Gruppe von Architekten) zu ehren, die sich mit ihren Bauten und ihrer Arbeit durch die hohe Qualität ihrer Leistungen um Menschheit und Gesellschaft verdient gemacht haben (to honour an architect (or group of architects) having distinguished themselves through their work and professional practice by the quality of services rendered to man and society). Bisherige Träger der Goldmedaille waren:
| Jahr | Architekt                 | Land      |
| ---- | ------------------------- | --------- |
| 1984 | Hassan Fathy              | Ägypten   |
| 1987 | Reima Pietilä             | Finnland  |
| 1990 | Charles Correa            | Indien    |
| 1993 | Fumihiko Maki             | Japan     |
| 1996 | Rafael Moneo              | Spanien   |
| 1999 | Ricardo Legorreta Vilchis | Mexiko    |
| 2002 | Renzo Piano               | Italien   |
| 2005 | Tadao Ando                | Japan     |
| 2008 | Teodoro Gonzalez de Leon  | Mexiko    |
| 2011 | Álvaro Siza Vieira        | Portugal  |
| 2014 | Ieoh Ming Pei             | USA       |
| 2017 | Toyo Ito                  | Japan     |
| 2021 | Paulo Mendes da Rocha     | Brasilien |
| 2023 | nicht vergeben            |           |

## Welthauptstadt der Architektur
Am 23. November 2018 veröffentlichte die UIA mit der UNESCO ein Memorandum of Understanding über das neue gemeinsame Label Welthauptstadt der Architektur. Der Titel wird alle drei Jahre verliehen, entsprechend dem Rhythmus der UIA-Weltkongresse. Der Weltkongress findet seit 2020 immer in der jeweiligen Welthauptstadt statt. Dafür gibt es ein formelles Bewerbungsverfahren. Der Weltkongress wählt aus der Shortlist der Bewerbungen die Welthauptstadt für das Jahr des nächsten Weltkongresses aus, die formelle Bekanntgabe erfolgt durch den Generalsekretär der UNESCO. 2020 war Rio de Janeiro die Welthauptstadt der Architektur, 2023 Kopenhagen und 2026 Barcelona. In der jeweiligen Welthauptstadt finden über das ganze Kalenderjahr hinweg ein Programm und eine Reihe größerer Events statt.